# Lasioglossum lativentre
De Lasioglossum lativentre (tên tiếng Anh: breedbuikgroefbij) là một loài Hymenoptera trong họ Halictidae. Loài này được Schenck mô tả khoa học năm 1853.